# Мария Каролина Бурбон-Сицилийская (1820—1861)
Мария Каролина Бурбон-Сицилийская (итал. Maria Carolina Ferdinanda di Borbone-Due Sicilie; 1820—1861) — принцесса Бурбон-Сицилийская, инфанта Испанская.

## Биография
Родилась 29 ноября 1820 года в Неаполе в семье Франциска I и Марии Изабеллы Испанской, став их девятым ребёнком.
10 июля 1850 года вышла замуж за испанского инфанта Карлоса в Королевском дворце в Казерте.
Умерла 14 января 1861 года в Триесте от тифа, который унёс за день до этого её мужа (от которого она заразилась). Потомства супруги не оставили. Оба они были похоронены в кафедральном соборе (итал. Cattedrale di San Giusto) в Триесте.
Награждена орденом Королевы Марии Луизы (30 марта 1830 года).